# Mohammad al-Harbi
Mohammad al-Harbia é um professor saudita da escola secundária que foi condenado em Novembro de 2005 a 40 meses de prisão e a 750 chicotadas em público por ter discutido a Bíblia nas suas aulas e ter dado uma imagem positiva do Judaísmo aos seus alunos. Este caso originou uma condenação da intolerância religiosa na Arábia Saudita pela opinião pública internacional. A Arábia Saudita proíbe a prática de qualquer religião que não seja o Islão.